# Bilhères
Cet article possède un paronyme, voir Billère.
Bilhères [bijɛʁ] est une commune française, située dans le département des Pyrénées-Atlantiques en région Nouvelle-Aquitaine.
Le gentilé est Bilhérois.

## Géographie

### Localisation
La commune de Bilhères se trouve dans le département des Pyrénées-Atlantiques, en région Nouvelle-Aquitaine.
Elle se situe à 33 km par la route de Pau, préfecture du département, et à 28 km d'Oloron-Sainte-Marie, sous-préfecture.
Les communes les plus proches sont : 
Bielle (1,4 km), Castet (2,8 km), Louvie-Juzon (4,0 km), Izeste (4,1 km), Gère-Bélesten (4,1 km), Aste-Béon (4,9 km), Arudy (5,5 km), Sainte-Colome (6,1 km).
Sur le plan historique et culturel, Bilhères fait partie de la province du Béarn, qui fut également un État et qui présente une unité historique et culturelle à laquelle s’oppose une diversité frappante de paysages au relief tourmenté.

### Communes limitrophes
Les communes limitrophes sont  Arudy, Bielle, Escot, Izeste, Oloron-Sainte-Marie et Sarrance.
| Oloron-Sainte-Marie (par un quadripoint) | Arudy    | Izeste |
| Escot                                    | Bilhères |        |
| Sarrance                                 |          | Bielle |

### Paysages et relief

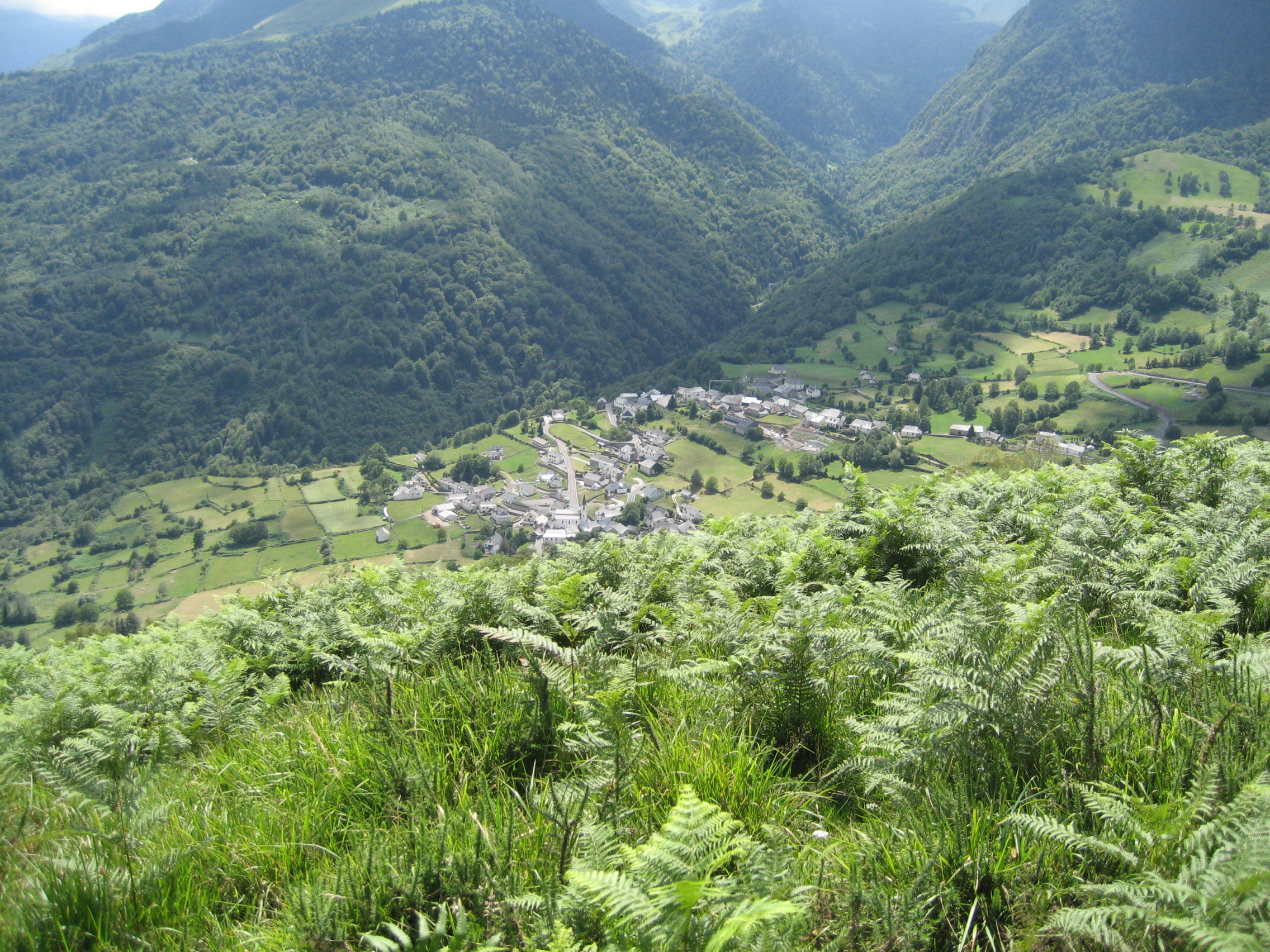
Vue générale de Bilhères.

La superficie de la commune est de 1 719 ha. Son altitude varie de 480 m à 1 817 m.
Le Turon de Cuyalade culmine à 1 113 mètres, la Soum de Counée à 1 361 mètres, le Rocher d’Aran à 1 796 mètres, le Sommet de l’Ouplenotte à 1 806 mètres et le pic de l’Ourlène à 1 813 mètres.

### Hydrographie

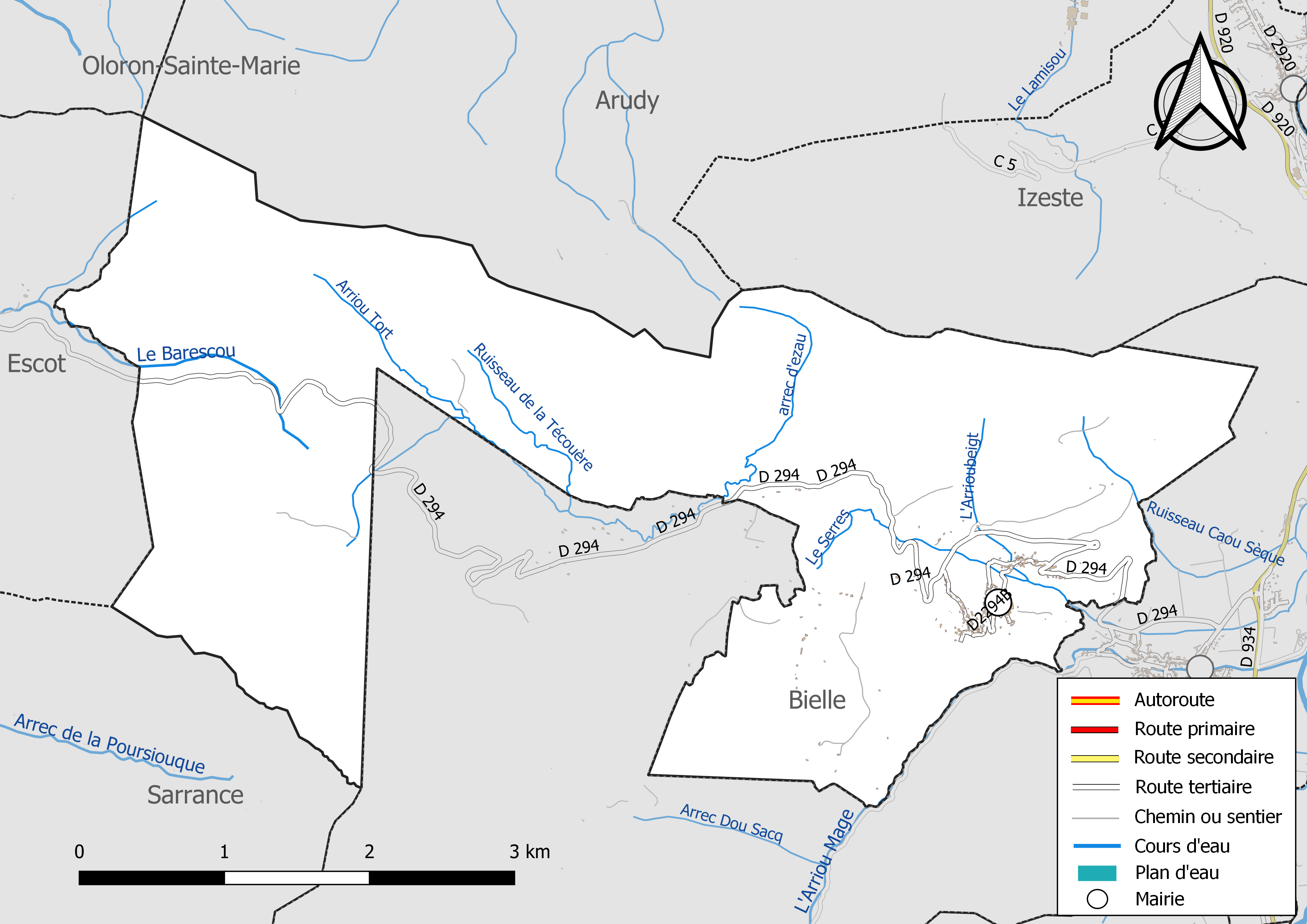
Réseaux hydrographique et routier de Bilhères.

La commune est drainée par L'Arriou Mage, le Barescou, arrec d'ezau, Arriou Tort, L'Arrioubeigt, le Serres, le ruisseau Caou Sèque, le ruisseau de la Técouère, et par divers petits cours d'eau, constituant un réseau hydrographique de 13 km de longueur totale,.

### Climat
Pour des articles plus généraux, voir Climat de la Nouvelle-Aquitaine et Climat des Pyrénées-Atlantiques.
Historiquement, la commune est exposée à un climat de montagne.  
En 2020, Météo-France publie une typologie des climats de la France métropolitaine dans laquelle la commune est toujours exposée à un climat de montagne et est dans la région climatique Pyrénées atlantiques, caractérisée par une pluviométrie élevée (>1 200 mm/an) en toutes saisons, des hivers très doux (7,5 °C en plaine) et des vents faibles.
Pour la période 1971-2000, la température annuelle moyenne est de 12,1 °C, avec une amplitude thermique annuelle de 14 °C. Le cumul annuel moyen de précipitations est de 1 578 mm, avec 11,5 jours de précipitations en janvier et 9,9 jours en juillet. Pour la période 1991-2020, la température moyenne annuelle observée sur la station météorologique la plus proche, située sur la commune d'Arbéost à 15 km à vol d'oiseau, est de 10,2 °C et le cumul annuel moyen de précipitations est de 1 411,1 mm,. Pour l'avenir, les paramètres climatiques de la commune estimés pour 2050 selon différents scénarios d’émission de gaz à effet de serre sont consultables sur un site dédié publié par Météo-France en novembre 2022.

### Milieux naturels et biodiversité

#### Espaces protégés
La protection réglementaire est le mode d’intervention le plus fort pour préserver des espaces naturels remarquables et leur biodiversité associée,.
Dans ce cadre, la commune fait partie de la zone cœur et de l'aire d'adhésion du Parc National des Pyrénées. Créé en 1967 et d'une superficie de 45 806 ha, ce parc abrite une faune riche et spécifique particulièrement intéressante : importantes populations d’isards, colonies de marmottes réimplantées avec succès, grands rapaces tels le Gypaète barbu, le Vautour fauve, le Percnoptère d’Égypte ou l’Aigle royal, le Grand tétras et le discret Desman des Pyrénées qui constitue l’exemple type de ce précieux patrimoine confié au Parc national et aussi l'Ours des Pyrénées,.
La réserve naturelle de nidification des vautours fauves, créée en 1974, se situe sur le territoire des communes d'Aste-Béon, Bielle, Bilhères et Castet. Le musée qui lui est associé, dénommé la falaise aux vautours, se trouve à l'entrée du village d'Aste-Béon.

#### Réseau Natura 2000
Le réseau Natura 2000 est un réseau écologique européen de sites naturels d'intérêt écologique élaboré à partir des Directives « Habitats » et « Oiseaux », constitué de zones spéciales de conservation (ZSC) et de zones de protection spéciale (ZPS).
Trois sites Natura 2000 ont été définis sur la commune au titre de la « directive Habitats », : 
- « le gave d'Ossau », d'une superficie de 2 300 ha, un vaste réseau de torrents d'altitude et de cours d'eau de coteaux à très bonne qualité des eaux[23] ;
- le « massif du Montagnon », d'une superficie de 8 694 ha, présentant de nombreux habitats de l'annexe I dont certains sont rares dans les Pyrénées[24] ;
- « le gave d'Aspe et le Lourdios (cours d'eau) », d'une superficie de 1 595 ha, un vaste réseau de torrents d'altitude et de cours d'eau de coteaux à très bonne qualité des eaux[25].

#### Zones naturelles d'intérêt écologique, faunistique et floristique
L’inventaire des zones naturelles d'intérêt écologique, faunistique et floristique (ZNIEFF) a pour objectif de réaliser une couverture des zones les plus intéressantes sur le plan écologique, essentiellement dans la perspective d’améliorer la connaissance du patrimoine naturel national et de fournir aux différents décideurs un outil d’aide à la prise en compte de l’environnement dans l’aménagement du territoire.
Cinq ZNIEFF de type 1 sont recensées sur la commune, : 
- le « bois du Bager » (2 758,51 ha), couvrant 5 communes du département[27] ;
- les « Crêtes et pentes du pic Mail Arrouy » (1 035,79 ha), couvrant 5 communes du département[28] ;
- le « massif calcaire du pic Roumandares au sommet de Houndarete, bois de la pene d'Escot, bois d'Aran et bois de Gey » (6 133,51 ha), couvrant 5 communes du département[29] ;
- le « réseau hydrographique du gave d'Aspe et ses rives » (1 207,81 ha), couvrant 23 communes du département[30] ;
- les « zones marécageuses du plateau du Benou » (113,42 ha), couvrant 2 communes du département[31] ;

et deux ZNIEFF de type 2,, : 
- la « vallée d'Aspe » (54 924,87 ha), couvrant 22 communes du département[32] ;
- la « vallée d'Ossau » (43 624,41 ha), couvrant 13 communes du département[33].

## Urbanisme

### Typologie
Au 1er janvier 2024, Bilhères est catégorisée commune rurale à habitat dispersé, selon la nouvelle grille communale de densité à sept niveaux définie par l'Insee en 2022.
Elle est située hors unité urbaine et hors attraction des villes,.

### Occupation des sols

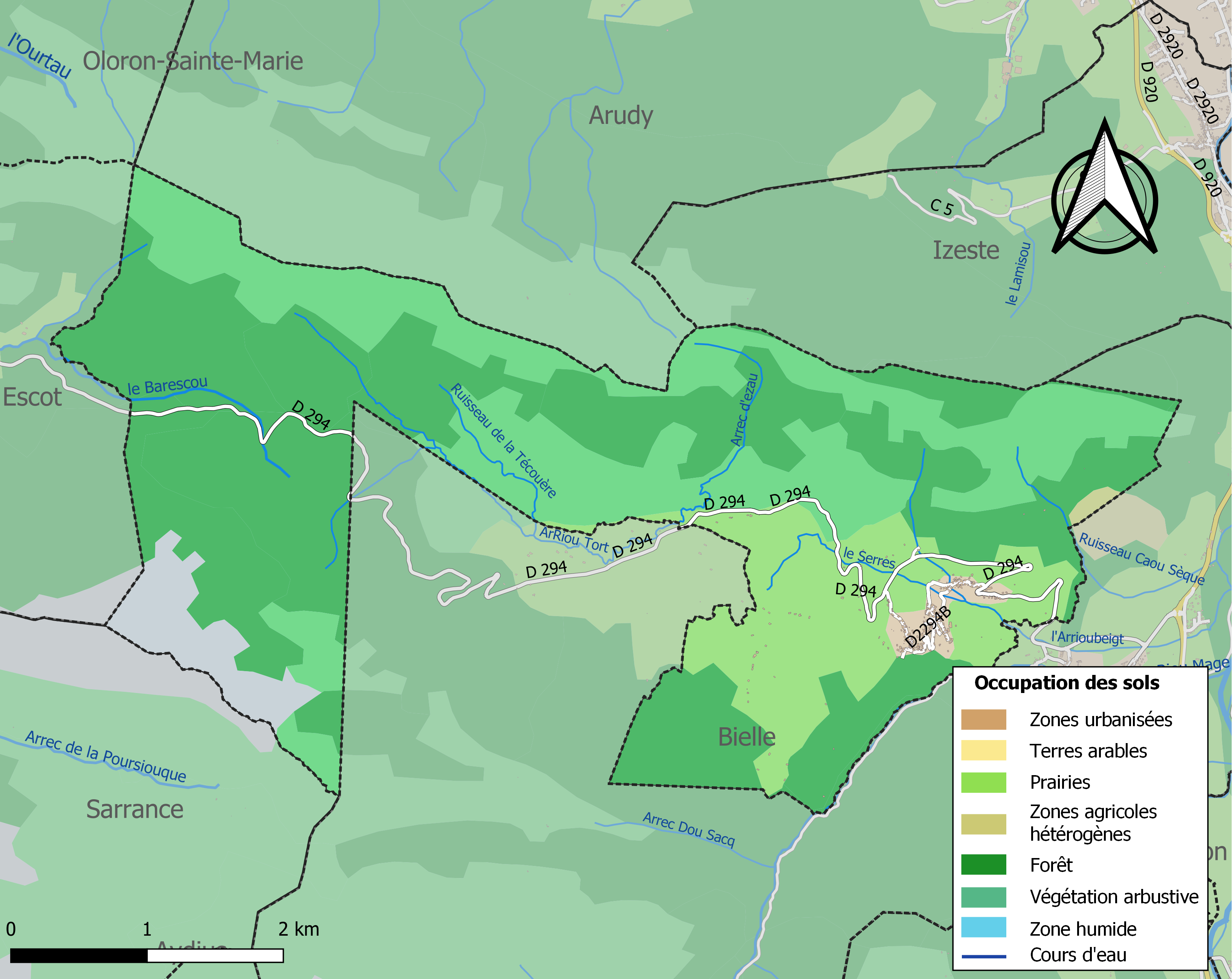
Carte des infrastructures et de l'occupation des sols de la commune en 2018 (CLC).

L'occupation des sols de la commune, telle qu'elle ressort de la base de données européenne d’occupation biophysique des sols Corine Land Cover (CLC), est marquée par l'importance des forêts et milieux semi-naturels (83,2 % en 2018), une proportion identique à celle de 1990 (83,2 %). La répartition détaillée en 2018 est la suivante : 
forêts (50,4 %), milieux à végétation arbustive et/ou herbacée (28,1 %), prairies (15 %), espaces ouverts, sans ou avec peu de végétation (4,7 %), zones urbanisées (1,4 %), zones agricoles hétérogènes (0,3 %). L'évolution de l’occupation des sols de la commune et de ses infrastructures peut être observée sur les différentes représentations cartographiques du territoire : la carte de Cassini (XVIIIe siècle), la carte d'état-major (1820-1866) et les cartes ou photos aériennes de l'IGN pour la période actuelle (1950 à aujourd'hui).

### Lieux-dits et hameaux
- Accaüs (fontaine d’)[38],[7]
- Arroust[7]
- Baymouras[7]
- Bénou
- Bescayres (fontaine des)[7]
- Casamajor[7]
- Congles (fontaines de)[7]
- Congles (bois de)[7]
- Coste (la)[7]
- Counsé[7]
- Couraus (cromlechs de)[7]
- Couraus (lous)[7]
- Cournadès (les)[7]
- Ezau (l’)[7]
- Garrihèye[7]
- Garroc de Pétère (le)[7]
- Gépra[7]
- Héouguères (bois des)[7]
- Hondas[38]
- Houndas (chapelle)[7]
- Houndas (fontaine)[7]
- Hourat (les clos de)[7]
- Hourdenette (source de)[7]
- Labeigt Dauste[7]
- Lanne (ruines)[7]
- Lapique (rocher - 1 228 m)[7]
- Loume (serre de)[7]
- Lourancelles (sources de)[7]
- Marie-Blanque (col de - 1 035 m)[7]
- Médévielle[7]
- Ourdos[7]
- Pas de l’Ours (le)[7]
- Porteigt (col du)[7]
- Roland (plateau de)[7]
- Soumabielle[7]
- Técouére (plateau de la)[7]
- Tournarie (bois de la)[7]

### Voies de communication et transports
Le col de Marie-Blanque, sur la route départementale 294, est situé sur le territoire de la commune, permettant la liaison entre la vallée d'Ossau et la vallée d'Aspe à une altitude de 1 035 mètres.

### Risques majeurs
Le territoire de la commune de Bilhères est vulnérable à différents aléas naturels : météorologiques (tempête, orage, neige, grand froid, canicule ou sécheresse), inondations, feux de forêts, mouvements de terrains, avalanche  et séisme (sismicité moyenne). Un site publié par le BRGM permet d'évaluer simplement et rapidement les risques d'un bien localisé soit par son adresse soit par le numéro de sa parcelle.
Certaines parties du territoire communal sont susceptibles d’être affectées par le risque d’inondation par une crue torrentielle ou à montée rapide de cours d'eau. La commune a été reconnue en état de catastrophe naturelle au titre des dommages causés par les inondations et coulées de boue survenues en 1982, 1987, 2006, 2007 et 2009,.
Bilhères est exposée au risque de feu de forêt. En 2020, le premier plan de protection des forêts contre les incendies (PDPFCI) a été adopté pour la période 2020-2030. La réglementation des usages du feu à l’air libre et les obligations légales de débroussaillement dans le département des Pyrénées-Atlantiques font l'objet d'une consultation de public ouverte du 16 septembre au 7 octobre 2022,.

La commune est vulnérable au risque de mouvements de terrains constitué principalement du retrait-gonflement des sols argileux. 

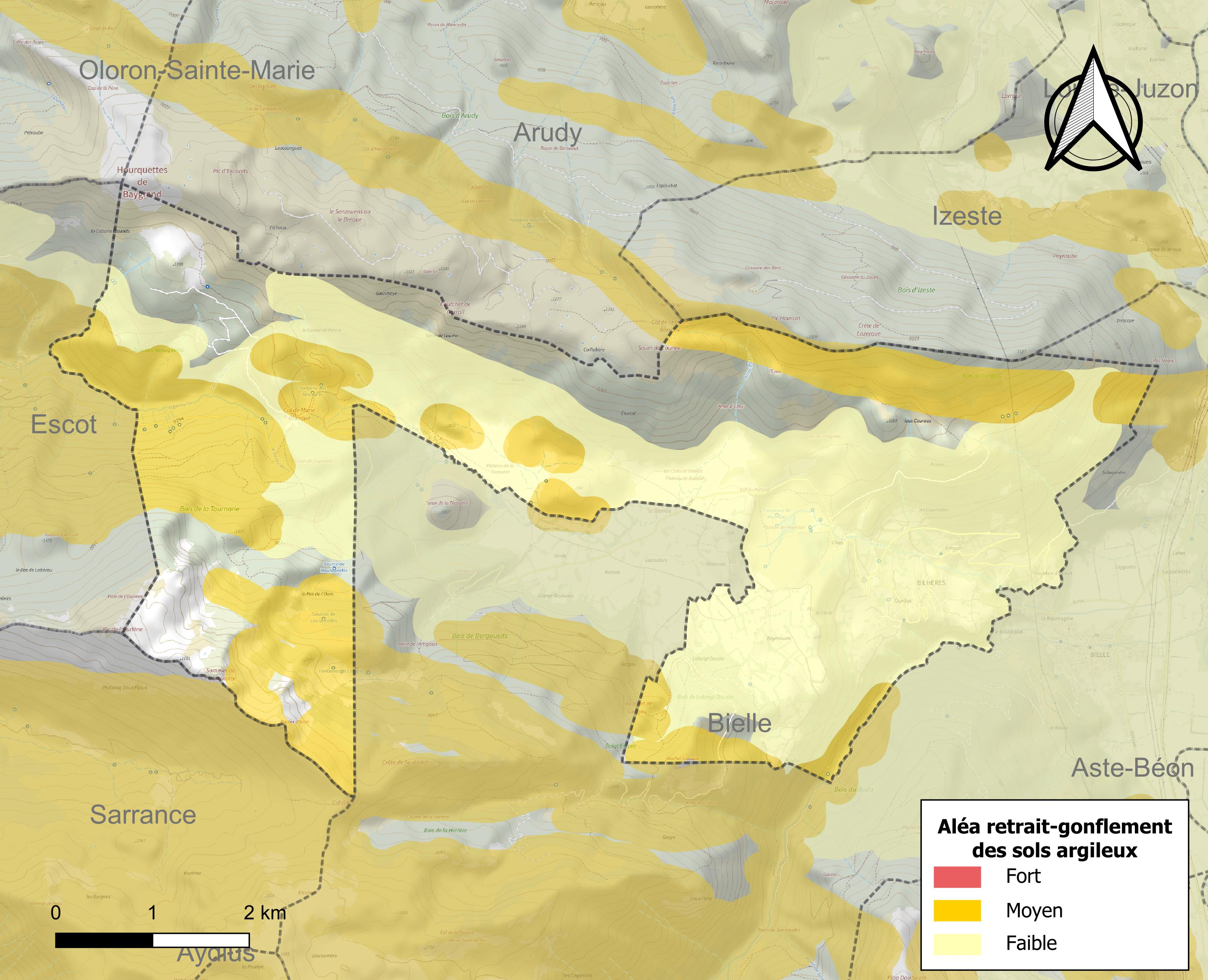
Carte des zones d'aléa retrait-gonflement des sols argileux de Bilhères.

Cet aléa est susceptible d'engendrer des dommages importants aux bâtiments en cas d’alternance de périodes de sécheresse et de pluie. 29,8 % de la superficie communale est en aléa moyen ou fort (59 % au niveau départemental et 48,5 % au niveau national). Depuis le 1er octobre 2020, en application de la loi ELAN, différentes contraintes s'imposent aux vendeurs, maîtres d'ouvrages ou constructeurs de biens situés dans une zone classée en aléa moyen ou fort,.
La commune est exposée aux risques d'avalanche. Les habitants exposés à ce risque doivent se renseigner, en mairie, de l’existence d’un plan de prévention des risques avalanches (PPRA). Le cas échéant, identifier les mesures applicables à l'habitation, identifier, au sein de l'habitation, la pièce avec la façade la moins exposée à l’aléa pouvant faire office, au besoin, de zone de confinement et équiper cette pièce avec un kit de situation d’urgence,.

## Toponymie
Le toponyme Bilhères apparaît sous les formes Bileles (1154, titres de Barcelone), Billere (1286, titres d'Ossau), Vilheres d'Ossau et Bilheras (respectivement 1538 et 1595, réformation de Béarn), Saint-Joan de Bilhères (1618, insinuations du diocèse d'Oloron) et Billeres (an II).

Le sens est sans doute « les petites propriétés », du latin villa avec le suffixe diminutif -ellas.

## Histoire
En 1385, Bilhères comptait 56 feux et dépendait du bailliage d'Ossau.

Paul Raymond note que la commune comptait une abbaye laïque vassale de la vicomté de Béarn.
La Marine royale exploita la forêt du Benou, située sur les territoires de Bielle et Bilhères, de 1766 à 1776. Elle en retire des mâtereaux, espars et manches de gaffe, tous en sapin. Ces produits relativement légers étaient véhiculés vers le port d’Escot via le col de Marie-Blanque. D’Escot, ils partaient par radeau vers Oloron puis Bayonne. Certaines cartes du XVIIIe siècle mentionnent le "chemin de la mature du Benou" entre le col de Marie-Blanque et le village d'Escot.
| Blason de Bilhères | Blason  | De gueules à un arbre d'or posé sur une terrasse du même, adextré d'un mouton passant d'argent, l'arbre accosté de deux fleurs de lys d'or.                                                                                   |
| Blason de Bilhères | Détails | Village du pays d'Ossau (reprise d'une majeure partie du blason du pays d'Ossau - arbre terrasse et deux lys), au Béarn (or et de gueules) où se pratique l'élevage d'ovin (mouton). Blason non officialisé de LAILLY Laurent |

## Politique et administration

### Liste des maires
| Période | Période | Identité           | Étiquette | Qualité |
| ------- | ------- | ------------------ | --------- | ------- |
| 1995    | 2001    | Jean-Pierre Arribe |           |         |
| 2001    | 2008    | Jean-Pierre Arribe |           |         |
| 2008    | 2011    | Joseph Paroix      |           |         |
| 2011    | -       | Nadine Bartz       |           |         |

### Intercommunalité
La commune fait partie de cinq structures intercommunales :
- la communauté de communes de la Vallée d'Ossau ;
- le SIVU pour la construction de la maison de retraite du Haut-Ossau ;
- le syndicat d’énergie des Pyrénées-Atlantiques ;
- le syndicat intercommunal pour le regroupement pédagogique des écoles de Bielle et Bilhères-en-Ossau ;
- le syndicat mixte du Haut-Béarn.

Bilhères accueille le siège du syndicat intercommunal pour le regroupement pédagogique des écoles de Bielle et Bilhères-en-Ossau.

La commune fait partie du Pays d'Oloron et du Haut-Béarn.

## Population et société

### Démographie

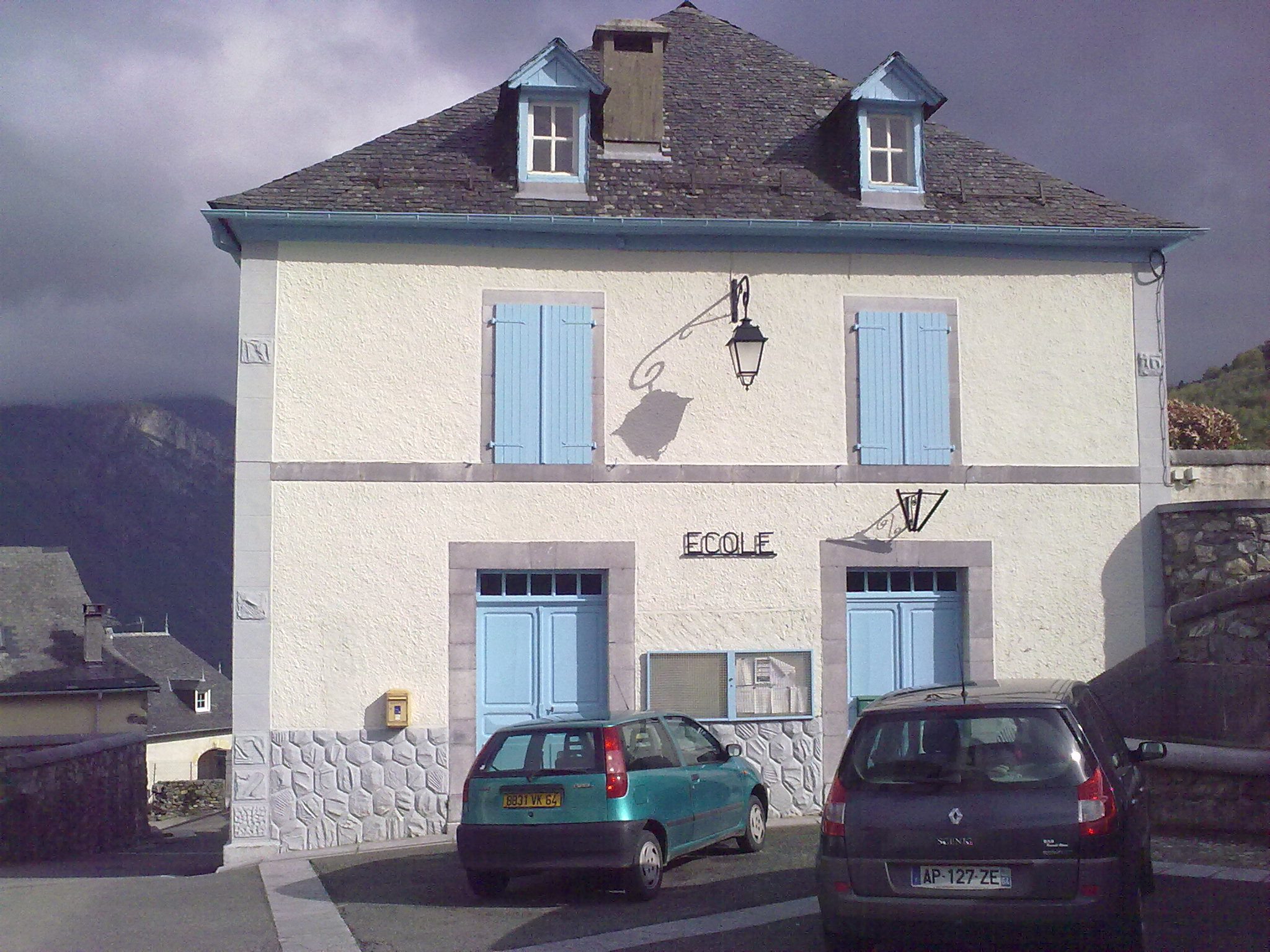
L'école.

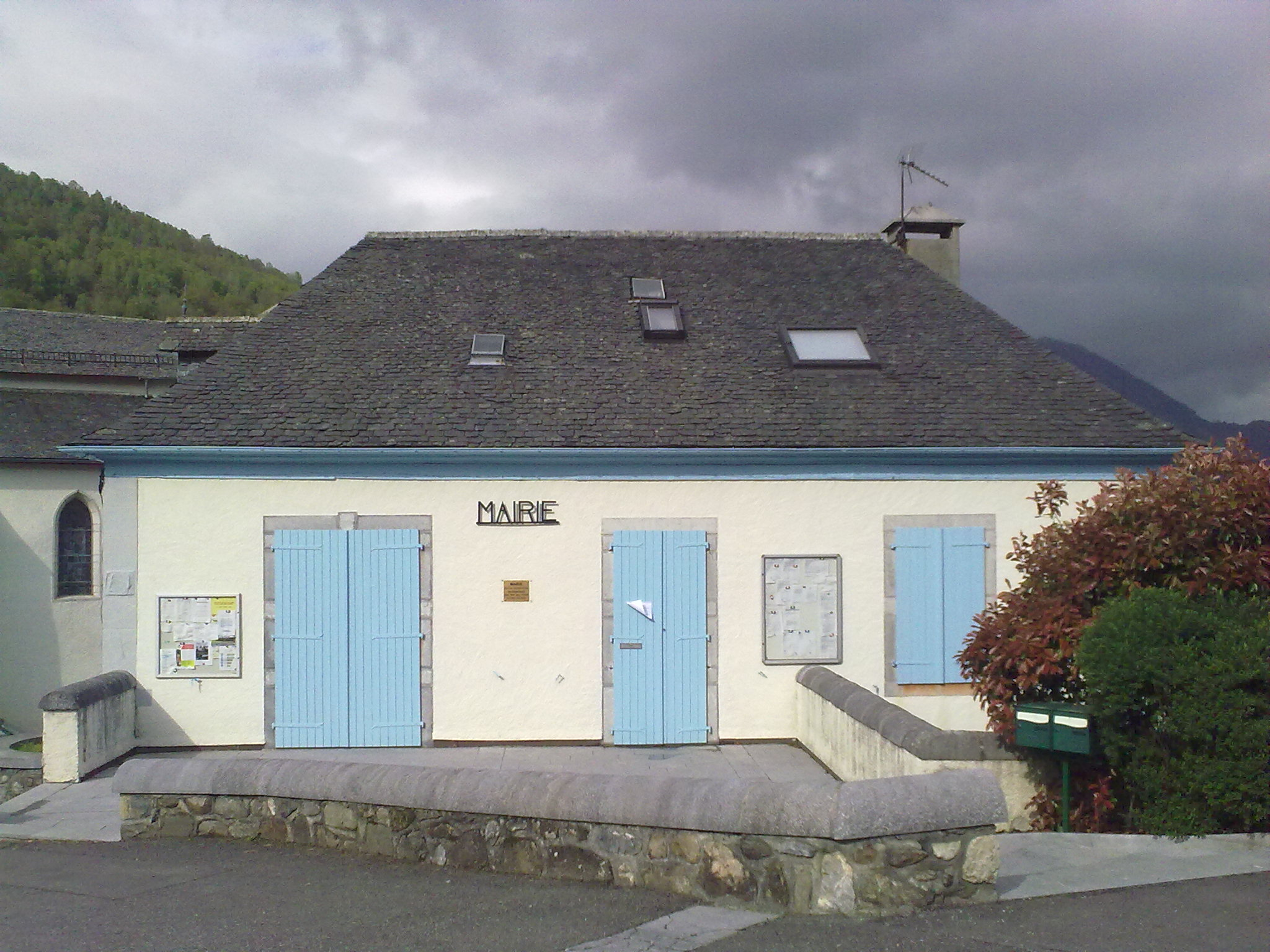
La mairie.

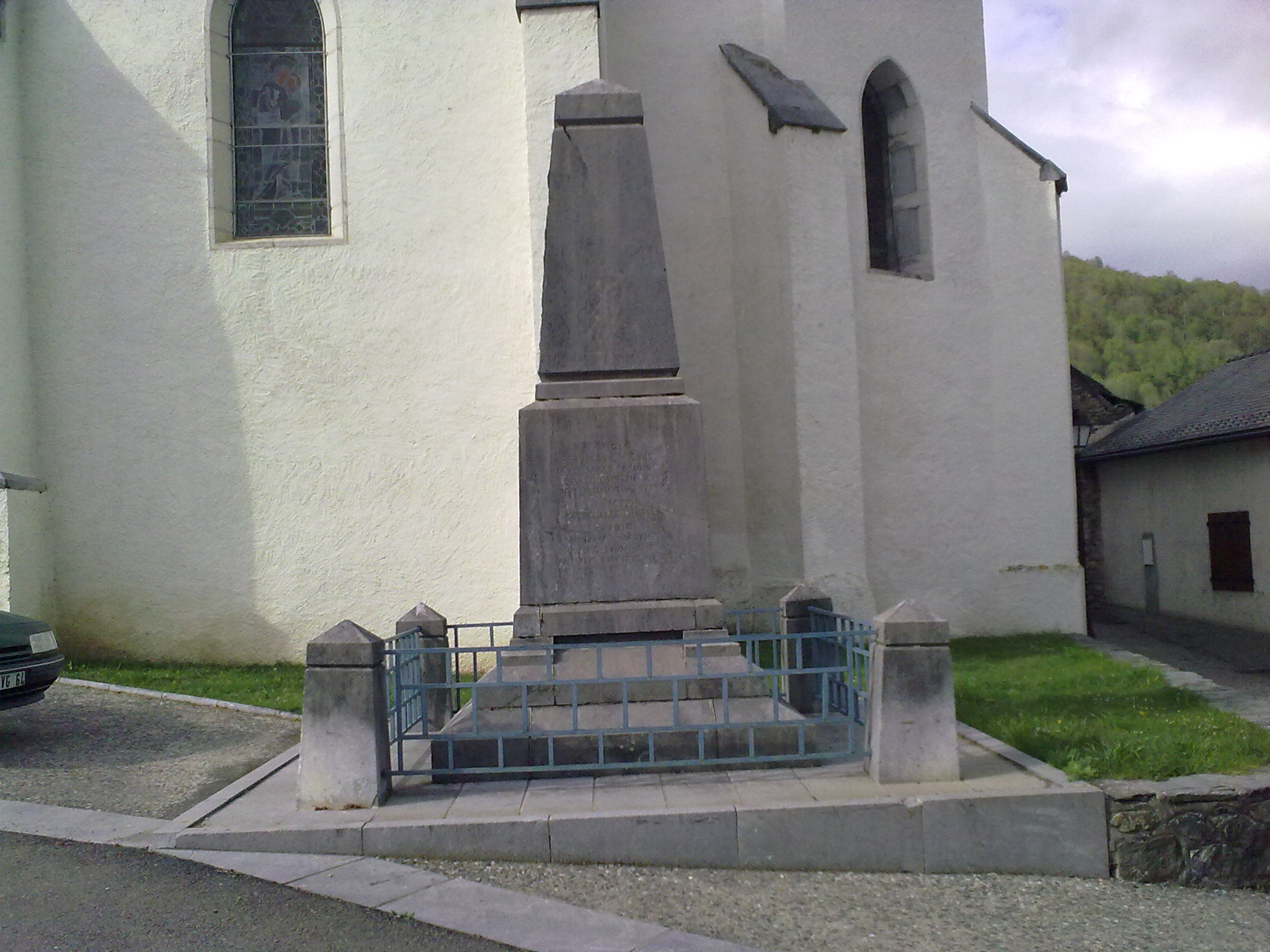
Le monument aux morts.

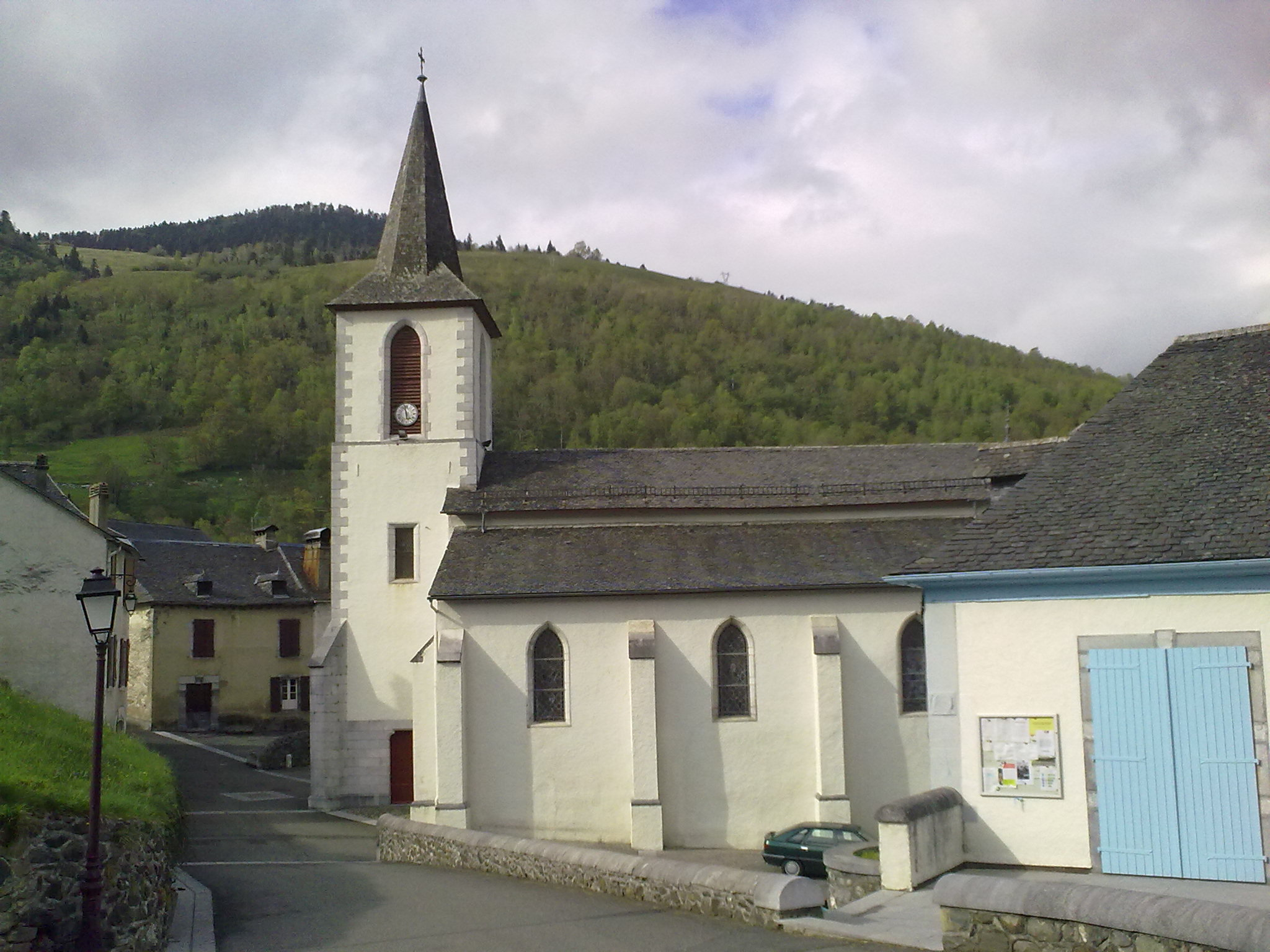
L'église Saint-Jean-Baptiste.

L'évolution du nombre d'habitants est connue à travers les recensements de la population effectués dans la commune depuis 1793. Pour les communes de moins de 10 000 habitants, une enquête de recensement portant sur toute la population est réalisée tous les cinq ans, les populations de référence des années intermédiaires étant quant à elles estimées par interpolation ou extrapolation. Pour la commune, le premier recensement exhaustif entrant dans le cadre du nouveau dispositif a été réalisé en 2005.

En 2022, la commune comptait 155 habitants, en évolution de −3,73 % par rapport à 2016 (Pyrénées-Atlantiques : +3,78 %, France hors Mayotte : +2,11 %).
| 1793 | 1800 | 1806 | 1821 | 1831 | 1836 | 1841 | 1846 | 1851 |
| ---- | ---- | ---- | ---- | ---- | ---- | ---- | ---- | ---- |
| 434  | 420  | 405  | 465  | 440  | 465  | 455  | 477  | 456  |

| 1856 | 1861 | 1866 | 1872 | 1876 | 1881 | 1886 | 1891 | 1896 |
| ---- | ---- | ---- | ---- | ---- | ---- | ---- | ---- | ---- |
| 451  | 441  | 427  | 420  | 410  | 403  | 417  | 440  | 440  |

| 1901 | 1906 | 1911 | 1921 | 1926 | 1931 | 1936 | 1946 | 1954 |
| ---- | ---- | ---- | ---- | ---- | ---- | ---- | ---- | ---- |
| 420  | 388  | 386  | 350  | 363  | 372  | 379  | 353  | 220  |

| 1962 | 1968 | 1975 | 1982 | 1990 | 1999 | 2005 | 2006 | 2010 |
| ---- | ---- | ---- | ---- | ---- | ---- | ---- | ---- | ---- |
| 219  | 172  | 157  | 164  | 153  | 158  | 151  | 150  | 163  |

| 2015 | 2020 | 2022 | - | - | - | - | - | - |
| ---- | ---- | ---- | - | - | - | - | - | - |
| 162  | 159  | 155  | - | - | - | - | - | - |

### Enseignement
La commune possède une école élémentaire publique (22 élèves en 2013).

### Sports
La commune se situe sur le trajet de la 16e étape du Tour de France 2007 qui a eu lieu le 25 juillet, le parcours de 218 kilomètres reliant Orthez à Gourette - col d'Aubisque.

## Économie
La commune fait partie de la zone d'appellation de l'ossau-iraty.

## Culture locale et patrimoine

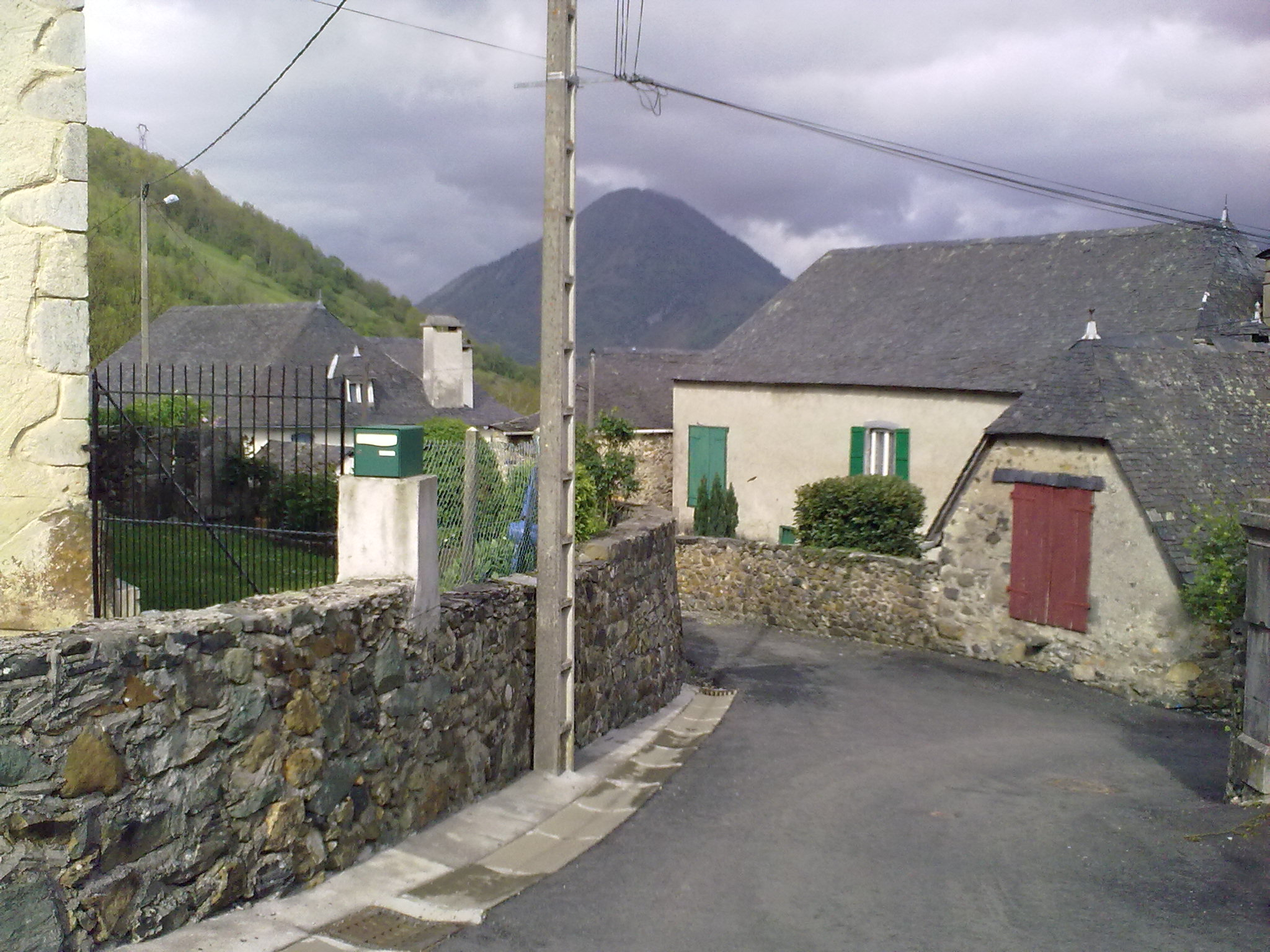
Dans les ruelles de Bilhères.
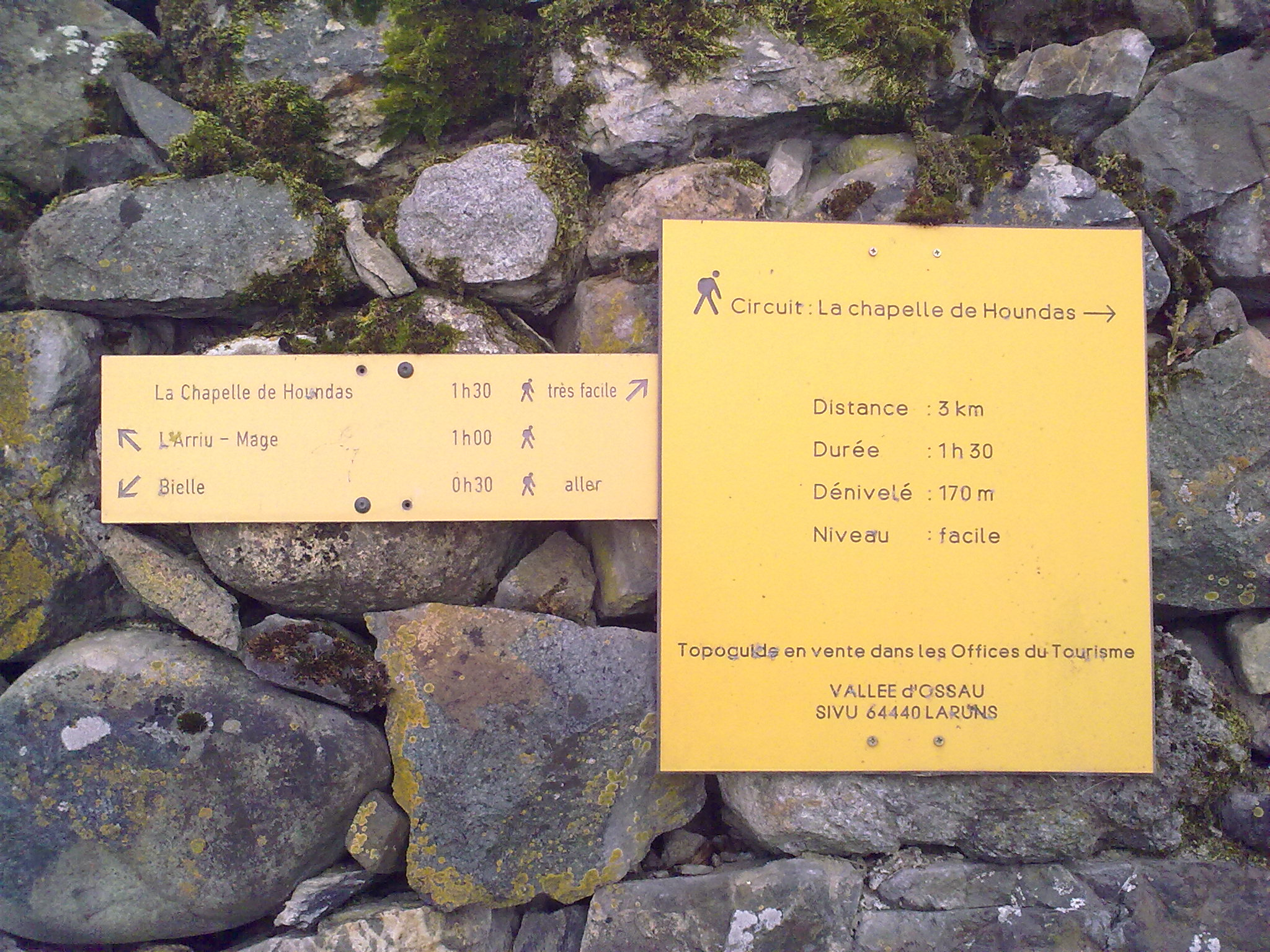
Des randonnées depuis Bilhères.
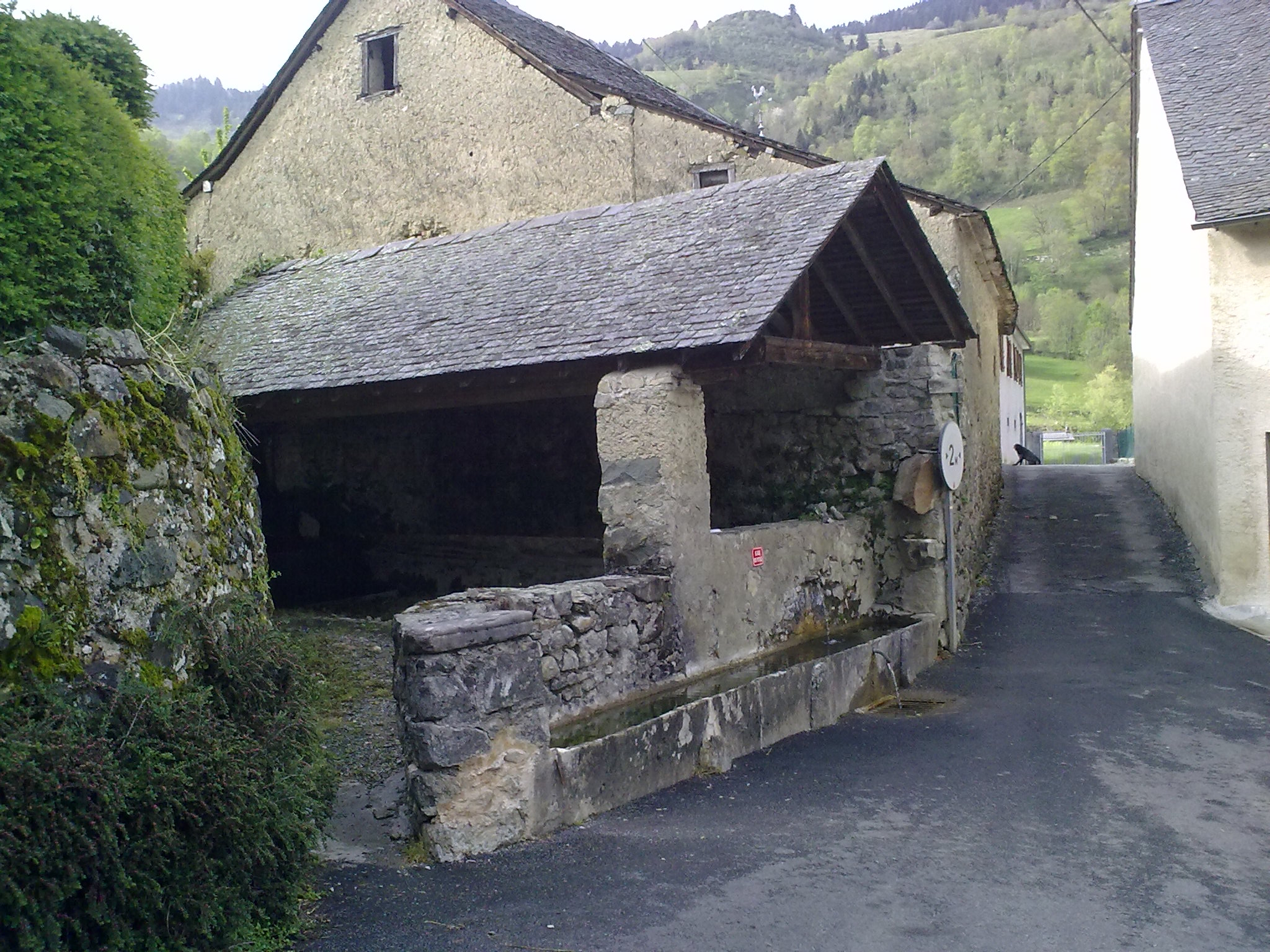
Un lavoir.

### Patrimoine préhistorique
Les cromlechs protohistoriques (âge du fer) de lous Courràus, situés entre les fontaines de Hondas et d'Accaüs, ont été classés monuments historiques en 1889,.

### Patrimoine religieux

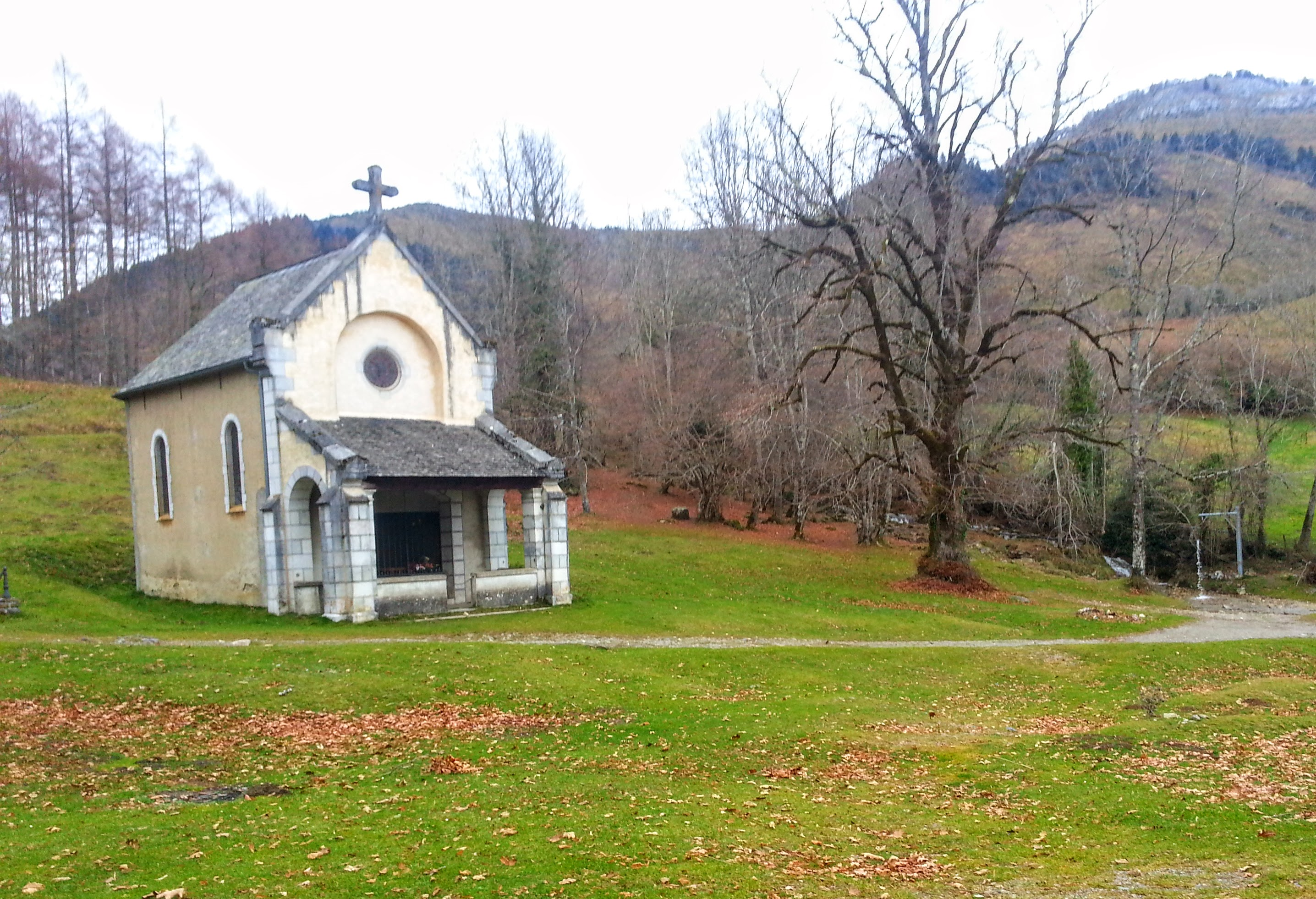
Chapelle de Houndas.

L'église paroissiale Saint-Jean-Baptiste date de la fin du XIXe siècle. Elle est inscrite à l'Inventaire général du patrimoine culturel. Elle recèle un calice de 1787, classé à titre d'objet.
La chapelle Notre-Dame de Houndas se situe sur la route D294 et le plateau du Bénou, à l'altitude de 820 m.

### Personnalités liées à la commune
Le village s'honore de quelques personnages célèbres.
- Le poète Paul-Jean Toulet (1867-1920) a passé une partie de sa petite enfance à Bilhères ;
- Le berger et écrivain (Berger dans les nuages) Joseph Paroix y a vécu. On retiendra de lui la citation « Des montagnes sans ours sont des montagnes plates »[68] ;
- Guy Sénac de Monsembernard (1925-2009) : historien né à Bilhères.